# Xã Northwest, Quận St. Louis, Missouri
Xã Northwest (tiếng Anh: Northwest Township) là một xã thuộc quận St. Louis, tiểu bang Missouri, Hoa Kỳ. Năm 2010, dân số của xã này là 32.245 người.